# Ni Tien
Ni Tien auch Tanny Tien Ni (chinesisch 恬妮, Pinyin Tián Nī, Jyutping Tim4 Nei4; * 1. Januar 1948 als 朱隱英 / 朱隐英,  Zhū Yǐnyīng, Jyutping Zyu1 Jan2jing1 in Shanghai, Republik China) ist eine chinesisch-kanadische Schauspielerin mit Wohnort in Toronto, Kanada.  Bekannt wurde sie als Star des Hongkong-Films.

## Werdegang
Ni Tien wuchs in Taiwan auf. Nach einem Schönheitswettbewerb wurde sie als Schauspielerin entdeckt und trat im taiwanischen Fernsehen auf. Ihre erste Filmrolle hatte sie 1969 in Sword of Endurance. 1972 unterzeichnete sie einen Vertrag mit der Filmproduktionsfirma Shaw Brothers. Es folgten zahlreiche, oft actionbetonte Filme, in denen sie vor allem erotische Frauenrollen verkörperte. Unter der Regie von Li Han-hsiang drehte Ni Tien 1973 den erotischen Kostümfilm Illicit Desire und betonte so ihre sinnliche Ausstrahlung. Weitere bekannte Filme sind u. a. Meister aller Klassen 3 (1974) mit Jackie Chan, der Blaxploitation-Actionfilm Cleopatra Jones gegen die Drachenlady (1975), Der Todesschlag der Stahlfinger (1976) oder die Horrorfilme Xie (1980) und Si yiu (1981).
Ende der 1980er Jahre zog sie sich weitestgehend ins Privatleben zurück. Seit 1974 ist sie mit dem Schauspieler Yueh Hua verheiratet, das Paar lebt in Toronto, Kanada. Ni Tiens jüngere Schwester Tien Niu ist ebenfalls ein bekannter Filmstar.

## Filmografie (Auswahl)
- 1969: The Avenger
- 1970: Rebirth of Love
- 1974: Meister aller Klassen 3 (Jin ping shuang yan)
- 1975: Cleopatra Jones gegen die Drachenlady (Cleopatra Jones and the Casino of Gold)
- 1976: Todeskommando Queensway (E tan qun ying hui)
- 1976: Der Todesschlag der Stahlfinger (Tien ya ming yue dao)
- 1977: Das Blut der toten Python (Tian long ba bu)
- 1979: Krokodile (Chorakhe)
- 1980: Xie
- 1981: Corpse Mania (Si yiu)